# 아들과 연인
《아들들과 연인들》(Sons and Lovers, 1913)은 D. H. 로렌스의 소설로, 자서전적인 작품이다. 자기가 태어나기 이전의 부모관계부터 청년시절에 어머니와 사별할 때까지의 일을 묘사하고 있다. 작가는 폴 모렐이란 이름으로 나온다. 광부인 아버지와 중류계급 출신의 어머니는 교양면에 차이가 있어서 싸움이 그치지 않는다. 어머니는 아버지를 체념하고 자식들을 아버지 대신 귀여워하게 된다. 그런데 형이 급사(急死)해 버려 어머니의 사랑은 폴에게 집중된다. 게다가 그는 폐렴으로 죽을 지경이 되어 그 경향은 한층 강해진다. 폴이 연인을 갖게 되었으나 어머니와의 관계가 방해가 되어 진정하게 사랑을 할 수가 없다. 그 후 어머니의 죽음으로 어머니의 속박은 벗어났으나 자기 생활을 지탱 못하여 정신적으로 동요한다. 그러나 드디어 자기만을 의지하여 살지 않으면 안 된다는 것을 깨닫는다. 어머니와 아들간의 오이디푸스 컴플렉스를 묘사한 작품이다.

## 참고 자료
- 문학 줍줍 책 요약